# Nikólaos Fílis
Nikólaos Fílis (en grec Νικόλαος Φίλης) est un homme politique grec.

## Biographie
Aux élections législatives grecques de janvier 2015, il est élu député au Parlement hellénique sur la liste de la SYRIZA dans la première circonscription d'Athènes. Il est désigné représentant parlementaire de la SYRIZA pour la XVIe législature.